# 塚本妖一
塚本 妖一（つかもと よういち、1985年 - ）は、日本の漫画家・漫画原作。男性。別名義である「もちんち」で、同人サークル活動も行っている。

## 経歴
- 『週刊少年ジャンプ』（集英社）月例賞である、第6回（2007年12月期）JUMPトレジャー新人漫画賞（審査員：星野桂）にて『BLOODY MARY』で佳作受賞[1]。『週刊少年ジャンプ』公式ウェブサイト上にて作品が掲載される[2]。
- 『月刊少年ライバル』（講談社）2010年4月号より開始された連載『OTHELLO 〜オセロ〜』で漫画家デビュー（同年11月号まで連載）。
- 2017年、ペンネームをもちんちに変更。『電撃G'sコミック』2017年11月号にて連載された『魔法使いの印刷所』（作画・深山靖宙）では、原作を担当した。

## 人物
- 『週刊少年ジャンプ』にて2007年から2008年まで連載された『ぼくのわたしの勇者学』（麻生周一）のアシスタントを務めており、「BLOODY MARY」の掲載時には麻生が自ら、『ジャンプ』の目次コメント欄にて宣伝を行なっていた[3]。
- その後も麻生とは交流が深いようで、『OTHELLO 〜オセロ〜』の連載開始時にもTwitterで告知と応援のツイートを貰っていた[4]。

## 作品
- BLOODY MARY（プレデビュー作、『POP WEB JUMP〔現・Shonenjump.com〕』掲載、集英社）
- OTHELLO 〜オセロ〜（デビュー作、連載、『月刊少年ライバル』2010年4月号 - 11月号、講談社）
- 魔法使いの印刷所（作画：深山靖宙）：2017年11月号 - 2019年5月号→WEB版に移行『ComicWalker』2021年4月30日、〈電撃コミックスNEXT〉、全6巻）

## アシスタント歴
- 麻生周一
- 岩本直輝